# Euphrosine
Euphrosine är ett släkte av ringmaskar som beskrevs av de Lamarck 1818. Euphrosine ingår i familjen Euphrosinidae.

## Dottertaxa tillEuphrosine, i alfabetisk ordning[1][2]
- Euphrosine abyssalis
- Euphrosine affinis
- Euphrosine antarctica
- Euphrosine arctia
- Euphrosine armadillo
- Euphrosine armadilloides
- Euphrosine armata
- Euphrosine aurantiaca
- Euphrosine bicirrata
- Euphrosine borealis
- Euphrosine calypta
- Euphrosine capensis
- Euphrosine ceylonica
- Euphrosine cirrata
- Euphrosine cirrataepropinqua
- Euphrosine cirratepropinqua
- Euphrosine cirratoformis
- Euphrosine dumosa
- Euphrosine echidna
- Euphrosine foliosa
- Euphrosine globosa
- Euphrosine heterobranchia
- Euphrosine hortensis
- Euphrosine hystrix
- Euphrosine keldyshi
- Euphrosine laureata
- Euphrosine limbata
- Euphrosine longesetosa
- Euphrosine maculata
- Euphrosine magellanica
- Euphrosine maorica
- Euphrosine mastersi
- Euphrosine monroi
- Euphrosine mucosa
- Euphrosine multibranchiata
- Euphrosine myrtosa
- Euphrosine notialis
- Euphrosine obiensis
- Euphrosine orientalis
- Euphrosine panamica
- Euphrosine paucibranchiata
- Euphrosine pelagica
- Euphrosine pilosa
- Euphrosine polyclada
- Euphrosine ramosa
- Euphrosine samoana
- Euphrosine setosissima
- Euphrosine sibogae
- Euphrosine superba
- Euphrosine tosaensis
- Euphrosine triloba
- Euphrosine tripartita
- Euphrosine uruguayensis